# Dan Duva
Dan Duva, de son vrai nom Daniel Salvatore Duva, est un promoteur de boxe américain né le 7 novembre 1951 et mort le 30 janvier 1996.

## Biographie
Fondateur en 1977 de la société Main Events, Dan Duva se fait une première fois remarquer dans le monde la boxe en organisant en 1981 le championnat du monde unifié des poids welters opposant Sugar Ray Leonard et Thomas Hearns. Ce combat permit du générer 40 millions de dollars, un record pour l'époque.
Dan Duva a contribué au cours de sa carrière à l'organisation de plus de 100 championnats du monde, dont 12 championnats poids lourds, pour un montant total de 300 millions de dollars. Il a notamment été le promoteur d'Evander Holyfield, Pernell Whitaker, Mark Breland et Meldrick Taylor lorsqu'ils ont remporté un titre mondial mais aussi de Lennox Lewis, Vinny Pazienza, Livingstone Bramble, Alexis Arguello, Aaron Pryor et Mike McCallum à un moment de leur carrière.

## Distinction
- Dan Duva est membre de l'International Boxing Hall of Fame depuis 2003[1].